# Costus quasi-appendiculatus
Costus quasi-appendiculatus là một loài thực vật có hoa trong họ Costaceae. Loài này được Woodson ex Maas mô tả khoa học đầu tiên năm 1972.